# Gundlach (Familienname)
Gundlach ist ein deutscher Familienname.

## Namensträger
- Alida Gundlach (* 1943), deutsche Fernsehmoderatorin und Autorin
- Andreas Gundlach (* 1975), deutscher Pianist und Komponist
- Angelika Gundlach (1950–2019), deutsche Übersetzerin
- Christian Gundlach (* 1970), deutscher Komponist, Übersetzer und Librettist
- Erich Gundlach (* vor 1954), deutscher Wirtschaftswissenschaftler
- Ernst von Gundlach (1850–1919), deutscher Rittergutsbesitzer, mecklenburgischer Landrat
- F. C. Gundlach (Franz Christian Gundlach; 1926–2021), deutscher Fotograf, Sammler und Kurator
- Franz Gundlach (Historiker) (1871–1941), deutscher Historiker und Archivar
- Franz Gundlach (Politiker) (1872–1953), deutscher Politiker (DDP)
- Friedrich von Gundlach (1822–1871), deutscher Rittergutsbesitzer, Hofbeamter und Diplomat
- Friedrich-Wilhelm Gundlach (1912–1994), deutscher Elektroingenieur
- Gustav Gundlach (1892–1963), deutscher Sozialwissenschaftler
- Heinrich Gundlach (1908–nach 1952), deutscher Jurist und Politiker
- Heinz Gundlach (* vor 1967), deutscher Zoologe und Verhaltensforscher
- Horst Gundlach (Bauingenieur) (* 1934), deutscher Bauingenieur und Sachbuchautor
- Horst Gundlach (Psychologe) (* 1944), deutscher Psychologe
- Jeffrey Gundlach (* 1959), US-amerikanischer Investor und Geschäftsmann
- Jens Gundlach (Journalist) (* 1938), deutscher Journalist und Theologe
- Jens H. Gundlach (* 1961), deutscher Physiker
- Juan Gundlach (Johann Christoph Gundlach; 1810–1896), deutsch-kubanischer Naturforscher
- Jürgen Gundlach (1926–2014), deutscher Philologe und Dialektologe
- Karl-Bernhard Gundlach (1926–2019), deutscher Mathematiker
- Klaus-Jürgen Gundlach (* 1948), deutscher Kirchenmusiker und Musikwissenschaftler
- Ludwig Gundlach (1837–1921), deutscher Verwaltungsbeamter
- Martin Gundlach (* 1965), deutscher Schriftsteller
- Michael Gundlach (Musiker, 1960) (* 1960), deutscher Musiker und Arrangeur
- Michael Gundlach (Musiker, 1963) (* 1963), deutscher Musiker, Musikpädagoge und Verleger
- Robert Gundlach (1926–2010), US-amerikanischer Physiker und Erfinder, Pionier des Fotokopierers
- Rolf Gundlach (1931–2016), deutscher Ägyptologe
- Rudolf Gundlach (1892–1957), polnischer Ingenieur
- Rudolph von Gundlach (1808–1870), deutscher Gutsbesitzer und Abgeordneter
- Theodor Gundlach, Mitglied der kurhessischen Ständeversammlung
- Thies Gundlach (* 1956), deutscher Theologe
- Thomas E. Gundlach (* 1959), deutscher Kriminalist
- Ulf Gundlach (* 1957), deutscher Politiker
- Willi Gundlach (* 1929), deutscher Chorleiter und Musikwissenschaftler